# Pilea urticella
Pilea urticella är en nässelväxtart som beskrevs av Hugh Algernon Weddell. Pilea urticella ingår i släktet pileor, och familjen nässelväxter. Inga underarter finns listade i Catalogue of Life.